# Volo Lion Air 904
Il volo Lion Air 904 è stato un collegamento passeggeri di linea dall'aeroporto Internazionale Husein Sastranegara di Bandung all'aeroporto Internazionale Ngurah Rai di Bali, in Indonesia. Il 13 aprile 2013, il Boeing 737-800 che operava il volo è precipitato in acqua a poca distanza dalla pista mentre era in fase di atterraggio. Tutti i 101 passeggeri e i 7 membri dell'equipaggio a bordo sono sopravvissuti all'incidente. Alle 15:10, l'aeromobile si è schiantato a circa 0,6 miglia nautiche (1,1 km) dalla diga che protegge la testata della pista 09. La fusoliera dell'aeromobile si è spezzata e il velivolo è finito in acqua. La fusoliera dell'aereo si è separata in due e 46 persone sono rimaste ferite, di cui 4 in modo grave.
Tra i risultati contenuti nel rapporto finale dell'inchiesta vi è il fatto che l'equipaggio aveva continuato l'avvicinamento in condizioni meteorologiche avverse oltre il punto in cui la procedura approvata avrebbe richiesto l'interruzione dell'atterraggio. Il successivo tentativo di riattaccata era stato effettuato troppo tardi per evitare l'impatto con il mare. Non ci sono stati problemi con l'aeromobile e tutti i sistemi funzionavano normalmente.

## L'aereo
Il Boeing 737-8GP, registrato PK-LKS, era di proprietà della società di leasing Avolon. Era stato ricevuto da Malindo Air, facente parte dello stesso gruppo di Lion Air, meno di due mesi prima dell'incidente, il 21 febbraio 2013. A marzo dello stesso anno era stato trasferito alla Lion Air. L'aeromobile era stato in servizio da meno di sei settimane prima dello schianto in mare. Al momento dell'incidente, Lion Air aveva altri 16 Boeing 737-800 nella flotta.

## Passeggeri ed equipaggio
C'erano due piloti e 5 assistenti di volo a bordo. I 101 passeggeri erano suddivisi in 95 adulti, 5 bambini e un neonato. 97 erano indonesiani, uno francese, uno belga e due singaporiani. Sei membri dell'equipaggio erano indonesiani mentre uno veniva dall'India.
Il comandante era Mahlup Ghazali, 48 anni, di nazionalità indonesiana, entrato in Lion Air nel 2013, con 15 000 ore di volo, di cui 6 173 su Boeing 737. Il primo ufficiale era Chirag Kalra, 24 anni, di nazionalità indiana, con 1 200 ore di volo, di cui 973 su Boeing 737.

## Le indagini
Il Comitato nazionale per la sicurezza dei trasporti indonesiani (NTSC) ha pubblicato un rapporto preliminare il 15 maggio 2013. I dati di volo hanno mostrato che l'aeromobile aveva continuato a scendere al di sotto dell'altitudine minima di discesa (MDA), che è di 466 piedi (142 m) AGL. Il rapporto ha rilevato che, a 890 piedi (270 m) AGL, il primo ufficiale aveva detto che la pista non era in vista. A circa 150 piedi (46 m) AGL, il pilota aveva nuovamente dichiarato di non poter vedere la pista. I dati di volo hanno mostrato che i piloti avevano tentato di effettuare una riattaccata a circa 20 piedi (6,1 m) AGL, ma avevano impattato contro la superficie dell'acqua pochi istanti dopo. La decisione del comandante era stata presa troppo tardi. L'altitudine minima di riattaccata per un Boeing 737 è di 50 piedi (15 m), poiché 30 piedi (9,1 m) di altitudine si perdono nell'esecuzione della manovra. Non vi è stata alcuna indicazione che l'aeromobile avesse subito un malfunzionamento meccanico. Il final report è stato pubblicato nel 2014.
Nel gennaio 2017, Budi Waseso, capo dell'agenzia nazionale antidroga indonesiana, ha dichiarato che il pilota del volo Lion Air 904 era sotto l'effetto di droghe al momento dell'incidente e, a causa di un'allucinazione, pensava che il mare facesse parte della pista. Tale affermazione era in contrasto con l'affermazione rilasciata dopo l'incidente dal ministero dei trasporti dell'Indonesia, secondo cui i piloti non erano risultati positivi al test tossicologici.
L'NTSC ha concluso che la traiettoria di volo era diventata instabile al di sotto dell'altitudine minima di discesa, con una velocità verticale superiore a 1 000 piedi (300 m) al minuto. L'analisi dell'angolo di inclinazione rispetto alla potenza del motore, basata sul registratore di dati di volo, "indicava che i principi basici di volo non erano stati rispettati durante la fase manuale del volo." L'equipaggio ha perso la consapevolezza situazionale e i riferimenti visivi durante l'entrata dell'aeromobile in una nuvola densa di pioggia durante l'avvicinamento finale, al di sotto dell'altitudine minima di discesa. La decisione di effettuare una riattaccata da parte del capitano è stata troppo tardiva, a un'altitudine non sufficiente per un'esecuzione della manovra in sicurezza. Ai piloti non sono state fornite informazioni meteorologiche tempestive e accurate, in particolare durante l'avvicinamento, nel quale la situazione stava cambiando rapidamente.